# 544 هـ
544 هـ هي سنة في التقويم الهجري امتدت مقابلةً في التقويم الميلادي بين سنتي 1149 و1150.

## أحداث
- ابن هبيرة يتقلد منصب الوزارة للخليفة العباسي المقتفي لأمر الله

## مواليد
- ابن الأثير أبو السعادات
- الفخر الرازي
- ابن دحية الكلبي
- الأسعد بن مماتي
- فخر الدين الرازي

## وفيات
- الحافظ لدين الله
- القاضي عياض
- علي بن وفا